# Cylowy Potok
Cylowy Potok – potok, lewy dopływ Markowego Potoku.
Potok spływa północnymi stokami  Pasma Babiogórskiego w Beskidzie Żywieckim. Jego zlewnia znajduje się w obrębie miejscowości Zawoja. Potok ma źródła na wysokości około 1280 m pod północnymi stokami Małej Babiej Góry zwanej też Cylem. Spływa początkowo w północnym kierunku, potem w północno-wschodnim, przecina Górny Płaj i Dolny Płaj i na wysokości około 760 m uchodzi do Markowego Potoku. 
Cały bieg Cylowego Potok, od źródeł po ujście, znajduje się w lesie, w obrębie Babiogórskiego Parku Narodowego. Koryto potoku, oraz jeden z jego cieków źródłowych dwukrotnie przekracza droga leśna zwana Górnym Płajem. Prowadzą nią dwa znakowane szlaki turystyki pieszej, które przekraczają Cylowy Potok na odcinku między Zerwą Cylową a Fickowymi Rozstajami. Jeden z nich – szlak czerwony – prowadzi z Markowych Szczawin przez Klin, Zerwą Cylową, Fickowe Rozstaje i Czarną Halę na Żywieckie Rozstaje z czasem przejścia 1h, ↓ 1h, drugi – szlak żółty z Zawoi–Czatożej przez Fickowe Rozstaje, Klin do schroniska PTTK na Markowych Szczawinach z czasem przejścia 2. 20 h, 2 h.